# Séchu Sende
Xosé Luís González Sende, més conegut com a Séchu Sende, nascut a Padrón el 1972, és un escriptor gallec.

## Trajectòria
Començà com a poeta vinculat al Colectivo Poético Serán Vencello, formant part de la generació dels 90 i més tard també com un dels narradors de principis del segle XXI. Fou un dels fundadors del projecte editorial Letras de Cal, on publica el seu primer llibre Odiseas el 1998. Llicenciat en filologia galego-portuguesa, com a sociolingüista fou cofundador de la Cooperativa Tagen Ata, Lingua e Comunicación. El 2003 guanya el Premi Blanco Amor amb la novel·la Orixe. El seu llibre de relats curts Made in Galiza (2007), en català La venedora de paraules, rebé el Premi Anxel Casal al Millor Llibre de l'Any, concedit per l'Associació d'Editors Gallecs i fou traduït al kurd i al turc per l'editorial Avesta, i al basc per l'editorial Txalaparta. A més, alguns dels seus textos han estat traduïts al català, rus, txec, croat, bretó, sard, i asturià.
L'any 2010 publica el llibre il·lustrat Animais, un conjunt de textos i dissenys que són un himne a la vida natural i una denúncia al progrés mal entès, des de múltiples registres, des de la ironia i l'humor fins al surrealisme. El 2011 publica O caçador de bruxas, una història sobre la llibertat d'expressió, el gallec exiliat Milo Chaos i el paraigües de Dancing in the rain.
Viagem ao Curdistám para apanhar estrelas, publicat el 2012, és un llibre de viatges il·lustrat per l'autor, que narra una aventura autobiogràfica al Kurdistan nord, a l'estat turc, una aproximació a les emocions i a les experiències del poble kurd i al seu conflicte sociolingüístic.
A l'octubre de 2013 publicà en línia quatre llibres il·lustrats sobre quatre temes fonamentals en la seva obra: llengua, ecologia, igualtat de gènere i història de Galícia. Os sonhos de Maré, un llibre il·lustrat a partir del poema "Falarás a nossa língua", un cant vitalista a favor de la llengua gallega en la infància. Duas noites na casa das bruxas és un skechtbook sobre O Courel i els seus valors naturals. Canguru, un llibre infantil sobre la igualtat de gènere. Os tesouros de Baronha, una espècie de llibre de viatge al castro de Baroña.
Ha treballat en publicitat social i, entre les seves creacions hi ha la campanya per a la Universitat de Vigo "Busco amante galego-falante", lema que es feu popular en un tema rock del grup musical Sacha na Horta. Un dels seus versos, "Eu nunca serei yo", fou transformat en tema punk pel cantautor O Leo i Arremecághona!.
Séchu Sende també és el creador del primer joc de rol en gallec, publicat pel Concello de Santiago i l'Associació Sòcio-Pedagògica Gallega, com a activitat de dinamització del Correlingua, el 2002.
El 2008 participa, a Barcelona, al final del procés de pau entre els col·lectius Latin Kings e Ñeta, en un taller de narracions personals amb els líders de les organitzacions, juntament amb el poeta Celso Fernández Sanmartín. El projecte es recollí en el llibre col·lectiu Unidos por el Flow.
També és domador de puces en el Circ de Pulgas Carruselo, més conegut com a Galiza Pulgas Circus.
Actualment és professor de llengua i literatura a l'IES Marco do Camballón de Vila de Cruces.

## Obres

### Poesia
- Odiseas, 1998, Letras de Cal.
- Animais, 2010, Através Editora.
- Os cavalos estám a viver as nossas vidas, 2011, Amastra-N-Gallar.

### Narrativa
- Orixe, 2004, Galaxia.
- Made in Galiza, 2007, Galaxia. Traduït al kurd com Di xewnan de jî ez ê zimanê xwe winda nekim (Nin en soños vou perder a miña lingua), per l'editorial Avesta. També està traduït al turc, per la mateixa editorial. I al basc, per l'editorial Txalaparta.
- O caçador de bruxas, 2011, Café-Bar 13, Santiago de Compostela.
- Viagem ao Curdistám para apanhar estrelas, 2012, autoedició, Santiago de Compostela.
- A República das Palavras, 2015, Através, Santiago de Compostela.

### Teatre
- Pelos na lingua (2012, amb Artur Trillo, María Ordóñez i Avelino González). Representat per Talía Teatro.

### Llibres il·lustrats
- Os sonhos de Maré, 2013.
- Canguru, 2013.
- Os tesouros de Baronha, 2013.
- Duas noites na casa das bruxas, 2013.
- A doninha e o taxidermista, 2015, Diário Liberdade, Fundaçom Artábria i Semente.

### Obres col·lectives
- XXV Festival da Poesia no Condado. Sem as mulheres nom há revoluçom, 2011, S. C. D. Condado.
- Urbano. Homenaxe a Urbano Lugrís, 2011, A Nave das Ideas Arxivat 2014-01-04 a Wayback Machine..
- Lingua, sexo e rock´n roll, 2012, Editorial Rastalavras, Clube da Lingua dp IES Marco do Camballón i Festival Cruceiro Rock.
- Xabarín 18, 2013, EEI Monte da Guía/Concello de Vigo/Galaxia.
- O Dia da Toalha na Galiza, 2014, Através.

### Traduït al català
- La venedora de paraules, RBA, Barcelona, 2015, traduït per Mònica Boixader. Títol original: Made in Galiza.

## Premis
- Premi Blanco Amor 2003, per Orixe.
- Premi Ánxel Casal 2007 al millor llibre de l'any per Made in Galiza.
- Di xewnan de jî ez ê zimanê xwe winda nekim(Nin en soños vou perder a miña lingua) fou escollir com a millor llibre publicat en kurd el 2010.
- Premi María Casares 2012 al millor text per Pelos na Lingua.
- Premi Max 2012 al millor text en llengua gallega per Pelos na Lingua.

### Enllaços exteras
- Blog de Séchu Sende
- Galiza Pulgas Circus Arxivat 2008-02-28 a Wayback Machine.
- Nova na web da Editorial Galaxia sobre a tradución no seu libro Made in Galiza ao curdo Arxivat 2016-03-08 a Wayback Machine.
- Nova sobre o primeiro xogo de rol en galego